# نادي طلعت حرب
أنشأ طلعت حرب باشا بنك مصر عام 1920م وقام بنك مصر وشركاته بتأسيس نادي طلعت حرب عام 1953 
أناب عن السيد رئيس الجمهورية محمد نجيب , قائد اللواء الجوي محمد صدقي محمود وكان في استقباله عبد المقصود احمد رئيس مجلس إدارة بنك مصر
, محمد رشدي عضو مجلس الإدارة المنتدب , عبد الحميد الشريف المدير العام لنادي طلعت حرب وجميع رؤساء ومديري شركات بنك مصر .

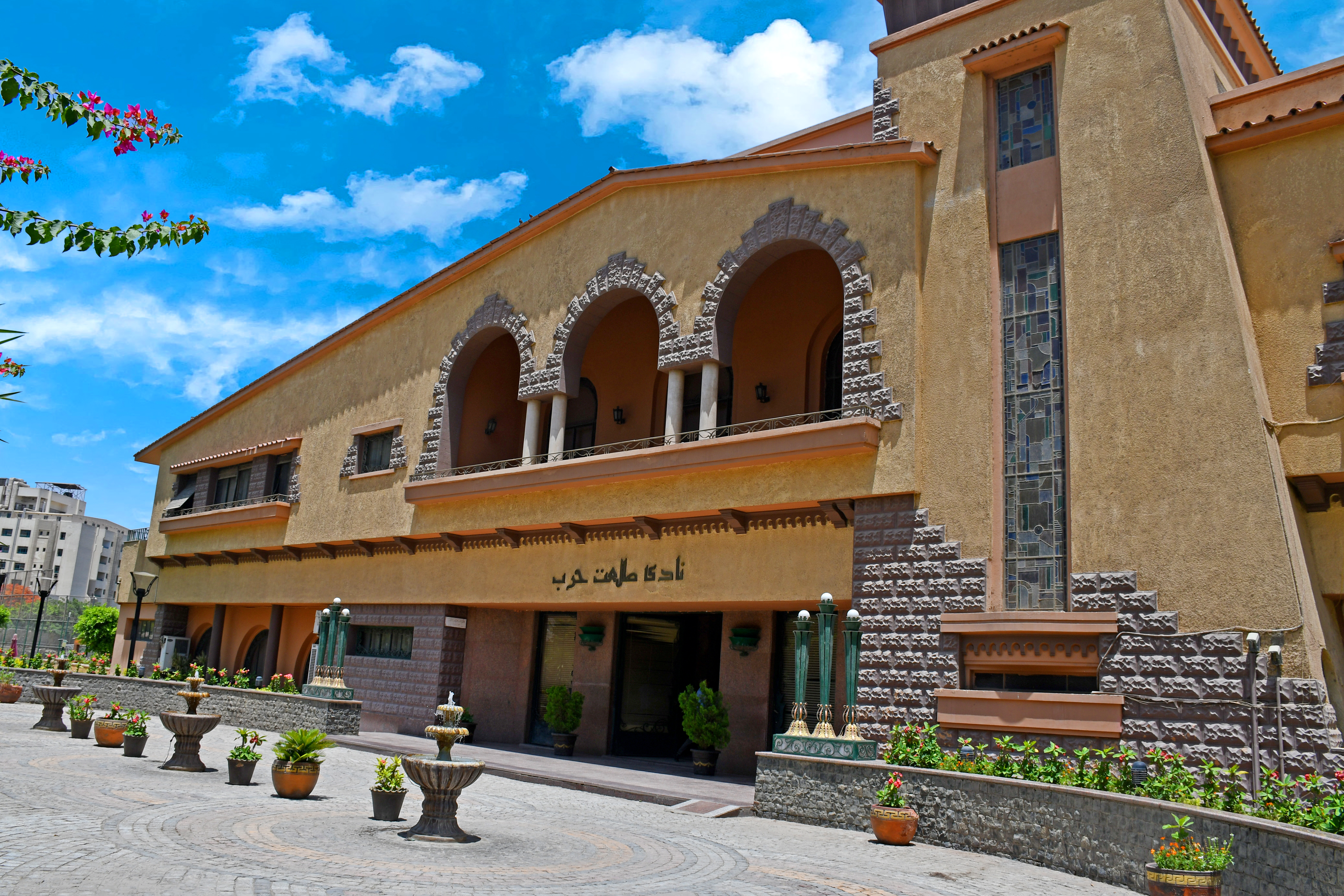
المبني الإداري

## وضع النادي بالنسبةلأنديةمصر
نادي طلعت حرب من أندية الشركات غير أعضاء جمعيات عمومية طبقاً لقانون الرياضة 71 لسنة 2017 حيث أنه جهة إعتبارية وهيئة رياضية  خاصة تهدف للمنفعة  العامة , مشهر برقم 4 لسنة 1976م

## مساحةالنادي ومنشآته
أنشئ النادي علي مساحة 38580 متر مربع حيث يتكون النادي  من مبنى إجتماعي  وممشي للأعضاء و شاشة عرض عملاقة والعديد من الملاعب عبارة عن ملعب كرة قدم نجيل طبيعي ، ملعب خماسي نجيل صناعي ، ملاعب لكرة اليد و ملاعب كرة السلة وملاعب الطائرة ، ملعبان للتنس وملعبان للإسكواش ، نادي صحي ، صالة جيمانيزيوم ، حمام سباحة ، حديقة طفل ، مكتبة ، صالة بلياردو ، عيادة طبية  و مسجد ويقدم النادي كافة الخدمات و الأنشطة الرياضية